# Virginia Huston
Virginia Huston (Wisner, 24 aprile 1925 – Santa Monica, 28 febbraio 1981) è stata un'attrice statunitense.

## Filmografia parziale
- Notturno di sangue (Nocturne), regia di Edwin L. Marin (1946)
- Le catene della colpa (Out of the Past), regia di Jacques Tourneur (1947)
- Viale Flamingo (Flamingo Road), regia di Michael Curtiz (1949)
- Solo contro il mondo (The Doolins of Oklahoma), regia di Gordon Douglas (1949)
- Tarzan sul sentiero di guerra (Tarzan's Peril), regia di Byron Haskin (1951)
- Il ribelle dalla maschera nera (The Highwayman), regia di Lesley Selander (1951)
- La gang (The Racket), regia di John Cromwell (1951)
- Volo su Marte (Flight to Mars), regia di Lesley Selander (1951)
- Night Stage to Galveston, regia di George Archainbaud (1952)
- So che mi ucciderai (Sudden Fear), regia di David Miller (1952)
- Un pizzico di follia (Knock on Wood), regia di Melvin Frank e Norman Panama (1954)
- The Ford Television Theatre - serie TV, 3 episodi (1953-1954)